# San Dimas Stage Race (mannen)
De San Dimas Stage Race was een driedaagse wielerwedstrijd in de Verenigde Staten die tussen 2000 en 2019  georganiseerd werd. Sinds 2005 werd de race elk jaar eind maart gehouden en deze kende zowel een mannen- als een vrouweneditie. Voorheen heette de wedstrijd Pomona Valley Stage Race. De wedstrijd kende geen officiële UCI-ranking.

## Erelijst

### Meervoudige winnaars
| Overwinningen | Renner         | Land             | Jaren              |
| ------------- | -------------- | ---------------- | ------------------ |
| 3             | Ben Day        | Australië        | 2009 + 2010 + 2011 |
| 2             | Scott Moninger | Verenigde Staten | 2005 + 2007        |
| 2             | Janier Acevedo | Colombia         | 2013 + 2016        |

### Overwinningen per land
| Overwinningen | Land                      |
| ------------- | ------------------------- |
| 10            | Verenigde Staten          |
| 4             | Australië                 |
| 2             | Canada , Colombia         |
| 1             | Nieuw-Zeeland , Frankrijk |